# Róbert Mazáň
Róbert Mazáň (* 9. Februar 1994 in Trenčín) ist ein slowakischer Fußballspieler, der beim FK Panevėžys in Litauen unter Vertrag steht.

## Karriere

### Verein
Róbert Mazáň debütierte 2010 für den Erstligisten FK AS Trenčín in der heimischen Fortuna liga und ging nach vier Jahren weiter zum Ligarivalen FK Senica. Dann folgte 2015 ein halbhjähriges Gastspiel bei Podbeskidzie Bielsko-Biała in Polen und anschließend schloss er sich MŠK Žilina an. Dort feierte Mazáň 2017 erst die nationale Meisterschaft, bevor er im Januar 2018 weiter in die spanische erste Liga zu Celta Vigo wechselte. Sein Debüt gab er dort am 3. Februar im Spiel gegen Deportivo Alavés. 2019 folgte eine halbjährige Leihe zum FC Venedig und im Anschluss eine ganzjährige Leihe zum CD Teneriffa. Im Anschluss wechselte Mazáň zunächst ablösefrei zu FK Mladá Boleslav und im Februar 2021 stand er dann beim MFK Karviná unter Vertrag. Dann folgten AEL Limassol auf Zypern sowie der bulgarische Erstligist FC Hebar Pasardschik. Seit Februar 2024 steht Mazáň nun beim FK Panevėžys in Litauen unter Vertrag.

### Nationalmannschaft
Mazáň durchlief verschiedene slowakische Jugendmannschaften, bevor er am 8. Oktober 2017 für die A-Nationalmannschaft gegen Malta debütierte.

## Erfolge
- Slowakischer Meister: 2017